# Подгруппа углерода
Подгру́ппа углеро́да — химические элементы 14-й группы периодической таблицы химических элементов (по устаревшей классификации — элементы главной подгруппы IV группы).
В группу входят углерод С, кремний Si, германий Ge, олово Sn, свинец Pb и недавно открытый искусственный радиоактивный элемент флеровий Fl.

## Свойства элементов подгруппы
| Свойства                             | C           | Si         | Ge         | Sn     | Pb     |
| ------------------------------------ | ----------- | ---------- | ---------- | ------ | ------ |
| Зарядовое число                      | 6           | 14         | 32         | 50     | 82     |
| Валентные электроны                  | 2s22p2      | 3s23p2     | 4s24p2     | 5s25p2 | 6s26p2 |
| Энергия ионизации атома R → R3+, эB  | 11,3        | 8,2        | 7,9        | 7,3    | 7,4    |
| Относительная электроотрицательность | 2,50        | 1,74       | 2,02       | 1,72   | 1,55   |
| Степень окисления в соединениях      | от −4 до +4 | +4, +2, −4 | +4, +2, −4 | +4, +2 | +4, +2 |
| Радиус атома, нм                     | 0,077       | 0,134      | 0,139      | 0,158  | 0,175  |

| Углерод C | Кремний Si | Германий Ge | Олово Sn | Свинец Pb |
| --------- | ---------- | ----------- | -------- | --------- |
|           |            |             |          |           |

## Элементы подгруппы

### Углерод
| C          | 6 |
| 12,011     |   |
| [He]2s22p2 |   |
| Углерод    |   |

Углеро́д (C, лат. carboneum) — химический элемент, символизируемый буквой C и имеющий атомный номер 6. Элемент является четырёхвалентным неметаллом, то есть имеет четыре свободных электрона для формирования ковалентных химических связей. Он располагается в 14-й (по устаревшей классификации — в 4-й) группе периодической системы. Три изотопа данного элемента встречаются в окружающем нас мире. Изотопы 12C и 13C являются стабильными, в то время как 14C- радиоактивный (период полураспада данного изотопа составляет 5,730 лет). Углерод был известен ещё в античном мире. Способность углерода образовывать полимерные цепочки порождает огромный класс соединений на основе углерода, называемых органическими, которых значительно больше, чем неорганических, и изучением которых занимается органическая химия. Основные кристаллические модификации углерода — алмаз и графит.

### Кремний
| Si         | 14 |
| 28,0855    |    |
| [Ne]3s23p2 |    |
| Кремний    |    |

Кре́мний (Si от лат. Silicium) — элемент четырнадцатой группы (по старой классификации — главной подгруппы четвёртой группы), третьего периода периодической системы химических элементов с атомным номером 14. Атомная масса 28,085. Неметалл темно-серого цвета, второй по распространённости химический элемент в земной коре (после кислорода); составляет 27,6 % массы земной коры. 

### Германий
| Ge             | 32 |
| 72,61          |    |
| [Ar]3d104s24p2 |    |
| Германий       |    |

Герма́ний — химический элемент 14-й группы (по устаревшей классификации — главной подгруппы четвёртой группы) 4-го периода периодической системы химических элементов, с атомным номером 32. Обозначается символом Ge (нем. Germanium). Простое вещество германий — типичный полуметалл серо-белого цвета, с металлическим блеском. Подобно кремнию, является полупроводником. Плотность германия в твёрдом состоянии равна 5,327 г/см3, в жидком —5,557 г/см3.

### Олово
| Sn             | 50 |
| 118,71         |    |
| [Kr]4d105s25p2 |    |
| Олово          |    |

О́лово (химический символ — Sn; лат. Stannum) — элемент 14-й группы периодической системы химических элементов (по устаревшей классификации — элемент главной подгруппы IV группы), пятого периода, с атомным номером 50. Относится к группе лёгких металлов. При нормальных условиях простое вещество олово — пластичный, ковкий и легкоплавкий блестящий металл серебристо-белого цвета. Известны четыре аллотропические модификации олова: ниже +13,2 °C устойчиво α-олово (серое олово) с кубической решёткой типа алмаза, выше +13,2 °C устойчиво β-олово (белое олово) с тетрагональной кристаллической решёткой. При высоких давлениях обнаружены также γ-олово и σ-олово.

### Свинец
| Pb                 | 82 |
| 207,2              |    |
| [Xe]4f145d106s26p2 |    |
| Свинец             |    |

Свине́ц (лат. Plumbum; обозначается символом Pb) — элемент 14-й группы (по устаревшей классификации — главной подгруппы IV группы), шестого периода периодической системы химических элементов Д. И. Менделеева, с атомным номером 82 и, таким образом, содержит магическое число протонов. Простое вещество свинец — ковкий, сравнительно легкоплавкий тяжёлый металл серебристо-белого цвета с синеватым отливом. Элемент довольно мягок, можно без затруднения порезать ножом. Плотность свинца — 11,35 г/см³. Свинец токсичен. Известен с глубокой древности.

### Флеровий
| Fl                 | 114 |
| (289)              |     |
| [Rn]5f146d107s27p2 |     |
| Флеровий           |     |

Флеро́вий (лат. Flerovium, Fl), ранее был известен как унунква́дий (лат. Ununquadium, Uuq), использовалось также неофициальное название эка-свинец — 114-й химический элемент 14-й группы (по устаревшей классификации — главной подгруппы IV группы), 7-го периода периодической системы, атомный номер 114, из известных изотопов наиболее устойчив 289Fl с атомной массой 289,190(4) а. е. м.. Элемент сильно радиоактивен. Наиболее распространённые моды распада, по-видимому, альфа-распад (с превращением в изотопы коперниция) и спонтанное деление. Период полураспада составляет около 2,7 секунд для 289Fl и 0,8 секунды для 288Fl.